# 신칸센 951형 전동차
신칸센 951형 전동차(일본어: 新幹線951形電車)는 1969년에 일본국유철도가 개발한 고속열차로 도카이도 신칸센 노선을 기반으로 제작하였다.

## 역사
1969년 3월 26일에 최초로 일반인에게 공개되었다. 같은 해 7월 2일에 도카이도 신칸센 시범 운행을 시작하였다. 1972년 2월 24일에 산요 신칸센 히메지 ~ 니시아카시 시범 운행 구간에서 최고 영업 속도 286km/h를 달성하였다. 이는 신칸센 1000계 전동차가 기록한 최고 영업 속도 256km/h보다 높은 것으로 당시 세계 기록을 세웠다.
1980년 4월 11일에 퇴역했다. 한편 951-2 차량 선두부의 경우 도쿄도 고쿠분지시에 위치한 철도 기술 연구소로 이전 후 방치되었다가 2008년에 해체되었다. 951-1 차량 선두부의 경우 1994년 히카리 플라자 커뮤니티 센터에 기증하였다.

## 객차 구성
- 당시 2량 편성으로 운행했다.

| 호차 | 1     | 2     |
| ---- | ----- | ----- |
| 명칭 | Mc    | M'c   |
| 번호 | 951-1 | 951-2 |

1호차와 경우 가와사키 중공업, 2호차의 경우 닛폰차량제조에서 제작하였다.

## 같이 보기
- 신칸센 961형 전동차
- 신칸센 962형 전동차